# Minoranze linguistiche (Gruppo misto)
Minoranze linguistiche è una componente del gruppo misto della Camera dei deputati italiana, formata da esponenti di partiti regionalisti o delle minoranze linguistiche (principalmente SVP e PATT del Trentino-Alto Adige e Union Valdôtaine della Valle d'Aosta, i quali invece al Senato della Repubblica di solito costituiscono il gruppo autonomo Per le Autonomie).

## Storia
Alle componenti del Gruppo misto è stata riconosciuta una soggettività giuridica nell'ambito dell'ordinamento parlamentare. Ciò è avvenuto a partire dal 1997 con l'approvazione di una novella regolamentare che consente la formazione delle componenti politiche del Gruppo misto alla Camera per fronteggiare i problemi organizzativi e procedurali derivanti dall'ampiezza numerica raggiunta nella XIII legislatura (stante, allora, la decisione di non consentire la formazione di gruppi autorizzati con meno di venti deputati). Il regolamento così modificato prevede quindi ai sensi del comma 5 dell'articolo 14, che si può presentare istanza per formare componenti politiche all'interno del gruppo misto alle seguenti condizioni:
- se la richiesta è avanzata da almeno dieci deputati;
- se la richiesta è avanzata da almeno tre deputati che rappresentino un partito o movimento politico che abbia partecipato alle elezioni per la Camera dei deputati;
- se la richiesta è avanzata da almeno tre deputati eletti in rappresentanza di minoranze linguistiche tutelate dalla Costituzione e riconosciute dalla legge.

## Dimensioni della componente

### XIII legislatura
Fonte: Camera dei Deputati - XIII legislatura - Organi Parlamentari - Gruppi Parlamentari - Gruppo
| Deputato             | Partito                | Regione             |
| -------------------- | ---------------------- | ------------------- |
| Karl Zeller          | Südtiroler Volkspartei | Trentino-Alto Adige |
| Siegfried Brugger    | Südtiroler Volkspartei | Trentino-Alto Adige |
| Johann Georg Widmann | Südtiroler Volkspartei | Trentino-Alto Adige |
| Giuseppe Detomas     | Südtiroler Volkspartei | Trentino-Alto Adige |
| Luciano Caveri       | Union Valdôtaine       | Valle d'Aosta       |

### XIV legislatura
Fonte: Camera dei Deputati - XIV legislatura - Organi Parlamentari
| Deputato             | Partito                | Regione             |
| -------------------- | ---------------------- | ------------------- |
| Karl Zeller          | Südtiroler Volkspartei | Trentino-Alto Adige |
| Siegfried Brugger    | Südtiroler Volkspartei | Trentino-Alto Adige |
| Johann Georg Widmann | Südtiroler Volkspartei | Trentino-Alto Adige |
| Giuseppe Detomas     | Südtiroler Volkspartei | Trentino-Alto Adige |
| Ivo Collé            | Union Valdôtaine       | Valle d'Aosta       |

### XV legislatura
Fonte: Camera dei Deputati - XV legislatura - Organi Parlamentari - MISTO Archiviato il 23 febbraio 2011 in Internet Archive.
| Deputato             | Partito                               | Regione             |
| -------------------- | ------------------------------------- | ------------------- |
| Karl Zeller          | Südtiroler Volkspartei                | Trentino-Alto Adige |
| Siegfried Brugger    | Südtiroler Volkspartei                | Trentino-Alto Adige |
| Johann Georg Widmann | Südtiroler Volkspartei                | Trentino-Alto Adige |
| Giacomo Bezzi        | Partito Autonomista Trentino Tirolese | Trentino-Alto Adige |
| Roberto Nicco        | Autonomie Liberté Démocratie          | Valle d'Aosta       |

### XVI legislatura
Fonte: XVI Legislatura - Deputati e Organi Parlamentari - Composizione Gruppo Misto
| Deputato          | Partito                      | Regione             |
| ----------------- | ---------------------------- | ------------------- |
| Karl Zeller       | Südtiroler Volkspartei       | Trentino-Alto Adige |
| Siegfried Brugger | Südtiroler Volkspartei       | Trentino-Alto Adige |
| Roberto Nicco     | Autonomie Liberté Démocratie | Valle d'Aosta       |

### XVII legislatura
Fonte: Camera.it - Deputati e Organi Parlamentari - Composizione gruppi Parlamentari
| Deputato          | Partito                               | Regione             |
| ----------------- | ------------------------------------- | ------------------- |
| Daniel Alfreider  | Südtiroler Volkspartei                | Trentino-Alto Adige |
| Renate Gebhard    | Südtiroler Volkspartei                | Trentino-Alto Adige |
| Albrecht Plangger | Südtiroler Volkspartei                | Trentino-Alto Adige |
| Manfred Schullian | Südtiroler Volkspartei                | Trentino-Alto Adige |
| Mauro Ottobre     | Partito Autonomista Trentino Tirolese | Trentino-Alto Adige |
| Rudi Marguerettaz | Stella Alpina                         | Valle d'Aosta       |

### XVIII legislatura
Fonte: XVIII Legislatura - Deputati e Organi Parlamentari - Composizione Gruppo Misto
| Deputato          | Partito                                               | Regione             |
| ----------------- | ----------------------------------------------------- | ------------------- |
| Renate Gebhard    | Südtiroler Volkspartei                                | Trentino-Alto Adige |
| Albrecht Plangger | Südtiroler Volkspartei                                | Trentino-Alto Adige |
| Emanuela Rossini  | Indipendente ex Partito Autonomista Trentino Tirolese | Trentino-Alto Adige |
| Manfred Schullian | Südtiroler Volkspartei                                | Trentino-Alto Adige |

### XIX legislatura
| Deputato          | Partito                | Regione             |
| ----------------- | ---------------------- | ------------------- |
| Renate Gebhard    | Südtiroler Volkspartei | Trentino-Alto Adige |
| Franco Manes      | Union Valdôtaine       | Valle d'Aosta       |
| Manfred Schullian | Südtiroler Volkspartei | Trentino-Alto Adige |
| Dieter Steger     | Südtiroler Volkspartei | Trentino-Alto Adige |